# ラグサ共和国

ラグサ共和国
Respublica Ragusina (ラテン語)
Dubrovačka Republika (クロアチア語)
Repubblica di Ragusa (イタリア語)

国の標語: Non bene pro toto libertas venditur auro（ラテン語）
1426年頃のラグサ共和国の領土

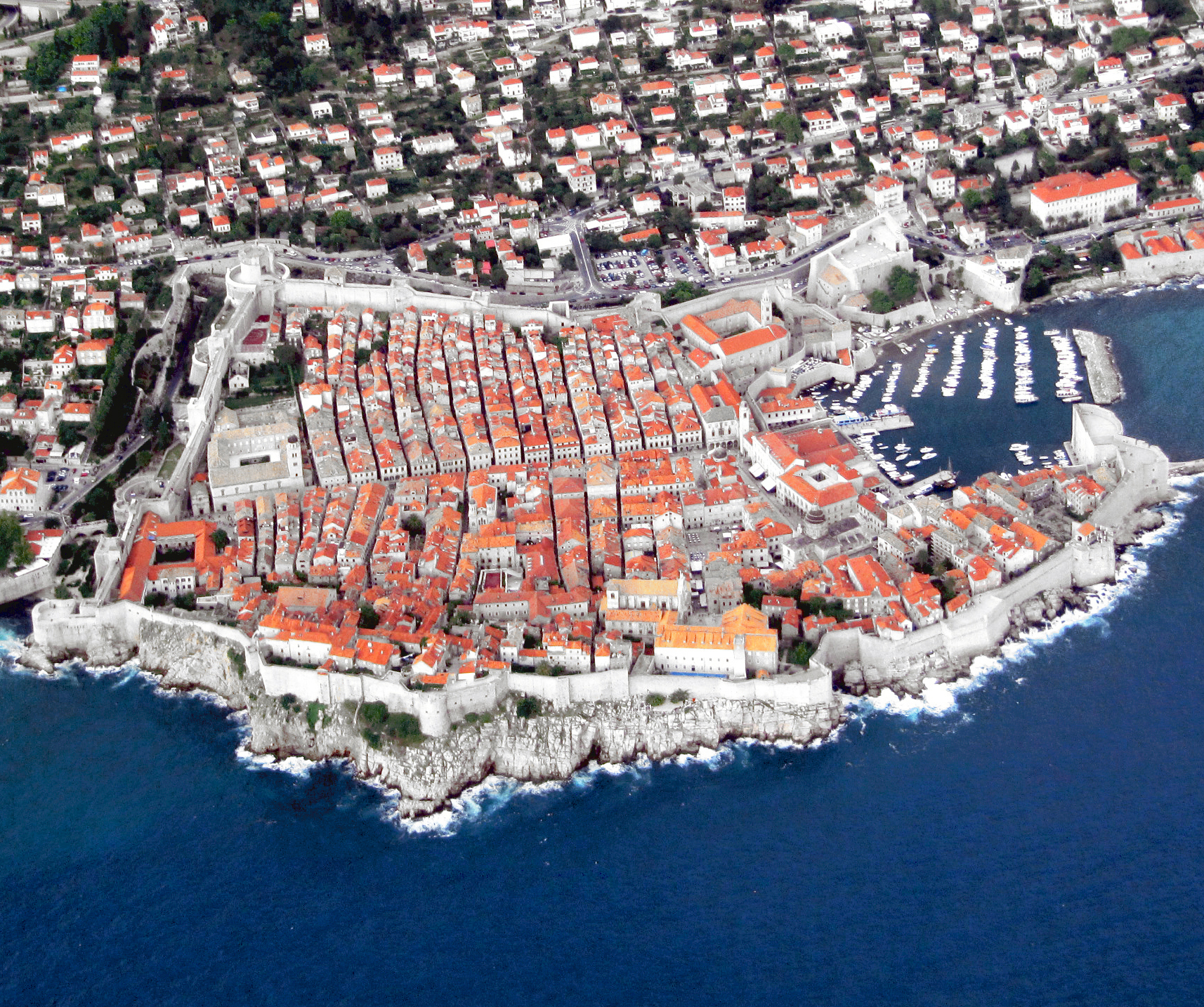
ラグサ共和国の城壁などの様子をそのまま伝えるドゥブロヴニク

ラグサ共和国（ラグサきょうわこく、イタリア語: Repubblica di Ragusa、クロアチア語: Dubrovačka Republika、ラテン語: Respublica Ragusina、ハンガリー語: Raguzai Köztársaság）は、現在のクロアチア共和国ダルマチア地方のドゥブロヴニク（イタリア語名：ラグーザ Ragusa）に存在した都市共和国である。

## 歴史
1358年にハンガリー王国から独立し、15世紀から16世紀にかけてアドリア海および地中海貿易で絶頂期を迎え、15世紀にはラグサから出る通商船が300艘、ラグサの人口は4万人といわれた。
独裁や汚職をふせぐため、総督の任期は１か月、連続しての再選は認められず、任期中は公式行事以外は総督邸を出ることは許されず、家族に会うことも出来なかった。侵略に備え食糧備蓄を行い、ときに大国に領土の割譲を強いられながらも外交方針は専守防衛に徹した。
1667年の大地震を契機に、そのころの地中海貿易の不振と相まって衰退が始まった。1806年にナポレオン軍に降伏し、1808年にはイタリア王国に併合された。ナポレオン没落後に開かれたウィーン会議では、オーストリア帝国の国力回復を目指す外相メッテルニヒが議長となっていたこともあり、ラグサ共和国の再独立は認められず、オーストリア領ダルマチア（ダルマチア王国）の一地方として、オーストリア帝冠領に併合された。以後、再独立することなく現在に至っており、1991年以降はクロアチア領となっている。
現在、ドゥブロヴニクの建物は1667年の大地震以降に再建されたものが多いが、ラグサ共和国時代の城壁やその他の建築物がほぼそのまま残っていて、世界遺産にもなっている。旧市街のメインストリートであるプラッツァ通りの起点あたりに位置するスポンザ宮殿は地震にも倒壊することなく残った建物である。フランシスコ会修道院の回廊や中庭は14世紀創建時の面影を残している。また、1022年から1808年までのドゥブロヴニク共和国のアーカイブは2023年に世界の記憶に登録された。